# Premi especial Turia
El Premi Especial Turia és un guardó atorgat anualment per la Cartelera Turia des de 1996, en la gala dels Premis Turia. En ella s'honren els assoliments del món de la cultura i l'espectacle.

## Guardonats
| Any  | Premiat                                     | Motiu                                  |
| ---- | ------------------------------------------- | -------------------------------------- |
| 2018 | Verónica                                    | Paco Plaza                             |
| 2017 | La madre                                    | Alberto Morais                         |
| 2017 | Selfie                                      | Víctor García León                     |
| 2017 | La reconquista                              | Jonás Trueba                           |
| 2016 | Días de cine                                | 25è aniversari                         |
| 2016 | Hablar                                      | Joaquim Oristrell                      |
| 2015 | El niño                                     | Daniel Monzón                          |
| 2015 | Felices 140                                 | Gracia Querejeta                       |
| 2015 | José Luis Alcaine                           |                                        |
| 2014 | Vivir es fácil con los ojos cerrados        | David Trueba                           |
| 2014 | Karra Elejalde                              | Ocho apellidos vascos                  |
| 2014 | José García Poveda "El flaco"               |                                        |
| 2013 | Los niños salvajes                          | Patricia Ferreira                      |
| 2012 | La Voz Dormida                              | Benito Zambrano                        |
| 2012 | Grupo 7                                     | Alberto Rodríguez                      |
| 2011 | Entrelobos                                  | Gerardo Olivares                       |
| 2010 | El cónsul de Sodoma                         | Sigfrid Monleón                        |
| 2010 | Nacidas para sufrir                         | Miguel Albaladejo                      |
| 2009 | Camino                                      | Javier Fesser                          |
| 2009 | Retorno a Hansala                           | Chus Gutiérrez                         |
| 2008 | REC                                         | Paco Plaza i Jaume Balagueró           |
| 2007 | Salvador (Puig Antich)                      | Manuel Huerga                          |
| 2006 | Para que no me olvides                      | Patricia Ferreira                      |
| 2006 | Agua con sal                                | Pedro Pérez Rosado                     |
| 2006 | Festival Internacional de Cinema del Sàhara |                                        |
| 2005 | La vida que te espera                       | Manuel Gutiérrez Aragón                |
| 2005 | Horas de luz                                | Emma Suárez                            |
| 2005 | Festival de Màlaga                          |                                        |
| 2004 | La vida mancha                              | Enrique Urbizu                         |
| 2004 | My Life Without Me                          | Isabel Coixet                          |
| 2004 | ¡Hay motivo!                                | Pel·lícula col·lectiva                 |
| 2003 | La caja 507                                 | Enrique Urbizu                         |
| 2002 | Sin noticias de Dios                        | Agustín Díaz Yanes                     |
| 2001 | Besos para todos                            | Jaime Chávarri                         |
| 2001 | Fugitivas                                   | Miguel Hermoso                         |
| 2000 | Vicente Aranda                              | Vicente Aranda                         |
| 2000 | Mercedes Sampietro                          |                                        |
| 2000 | Ana María Matute                            |                                        |
| 1999 | Luis Ciges                                  | Trajectòria                            |
| 1998 | Revista Fotogramas                          | 50è aniversari                         |
| 1997 | Asaltar los cielos                          | Javier Rioyo i José Luis López-Linares |
| 1996 | Centre Excursionista de València            | -                                      |